# Liste der Orte im Landkreis Ansbach
Diese Liste der Orte im Landkreis Ansbach listet die 964 amtlich benannten Gemeindeteile (Hauptorte, Kirchdörfer, Pfarrdörfer, Dörfer, Weiler und Einöden) im Landkreis Ansbach auf.

## Systematische Liste
Alphabet der Städte und Gemeinden mit den zugehörigen Orten.
- Adelshofen mit 10 Gemeindeteilen:
  - Pfarrdorf Adelshofen
  - Kirchdörfer Großharbach, Tauberscheckenbach und Tauberzell
  - Dörfer Gickelhausen, Haardt und Neustett
  - Weiler Ruckertshofen
  - Einöden Hautschenmühle und Uhlenmühle

- Markt Arberg mit 12 Gemeindeteilen:
  - Hauptort Arberg
  - Pfarrdörfer Großlellenfeld und Mörsach
  - Dörfer Georgenhaag, Goldbühl, Kemmathen und Kleinlellenfeld
  - Weiler Eybburg, Gothendorf, Oberschönau, Unterschönau und Waffenmühle

- Aurach mit 12 Gemeindeteilen:
  - Pfarrdörfer Aurach und Weinberg
  - Dörfer Dietenbronn, Eyerlohe, Gindelbach, Hilsbach, Vehlberg, Westheim und Windshofen
  - Burg Wahrberg
  - Einöden Gutenmühle und Haselmühle

- Markt Bechhofen mit 28 Gemeindeteilen:
  - Hauptort Bechhofen
  - Pfarrdörfer Großenried, Königshofen a.d.Heide und Sachsbach
  - Kirchdorf Thann
  - Dörfer Birkach, Fröschau, Heinersdorf, Kaudorf, Kleinried, Liebersdorf, Mörlach, Reichenau, Rohrbach, Röttenbach, Voggendorf, Waizendorf, Weidendorf, Wiesethbruck und Winkel
  - Weiler Aub, Kallert, Lettenmühle, Oberkönigshofen und Selingsdorf
  - Einöden Burgstallmühle, Rottnersdorf und Weihermühle

- Bruckberg mit 5 Gemeindeteilen:
  - Kirchdorf Bruckberg
  - Dorf Wustendorf
  - Weiler Neubruck und Reckersdorf
  - Einöde Mittelmühle

- Buch am Wald mit 12 Gemeindeteilen:
  - Pfarrdörfer Buch a.Wald, Gastenfelden und Hagenau
  - Dörfer Schönbronn und Traisdorf
  - Weiler Berbersbach, Gaishof, Morlitzwinden, Schweikartswinden und Sengelhof
  - Einöden Froschmühle und Leimbachsmühle

- Burgoberbach mit 7 Gemeindeteilen:
  - Pfarrdörfer Burgoberbach und Sommersdorf
  - Dörfer Dierersdorf, Gerersdorf, Neuses und Niederoberbach
  - Weiler Reisach

- Burk mit 5 Gemeindeteilen:
  - Pfarrdorf Burk
  - Dörfer Bruck und Meierndorf
  - Einöden Schleifmühle und Wolfershof

- Markt Colmberg mit 12 Gemeindeteilen:
  - Hauptort Colmberg
  - Pfarrdörfer Auerbach und Binzwangen
  - Dörfer Bieg, Meuchlein, Oberfelden, Poppenbach und Unterfelden
  - Weiler mit Kirche Häslabronn
  - Weiler Kurzendorf, Oberhegenau und Unterhegenau

- Markt Dentlein am Forst mit 12 Gemeindeteilen:
  - Hauptort Dentlein a.Forst
  - Pfarrdorf Großohrenbronn
  - Dörfer Erlmühle, Fetschendorf, Kaierberg und Schwaighausen
  - Weiler Angerhof, Kleinohrenbronn, Leichsenhof, Obermosbach und Zinselhof
  - Einöde Ölmühle

- Diebach mit 10 Gemeindeteilen:
  - Pfarrdörfer Diebach und Oberoestheim
  - Kirchdorf Bellershausen
  - Dorf Unteroestheim
  - Weiler Wolfsau
  - Einöden Bestleinsmühle, Böllersmühle, Neumühle, Pfeffermühle und Seemühle

- Markt Dietenhofen mit 28 Gemeindeteilen:
  - Hauptort Dietenhofen
  - Pfarrdorf Kleinhaslach
  - Kirchdörfer Götteldorf, Seubersdorf und Warzfelden
  - Dörfer Adelmannsdorf, Andorf, Ebersdorf, Frickendorf, Haunoldshofen, Herpersdorf, Kleinhabersdorf, Leonrod, Neudorf und Oberschlauersbach
  - Siedlung Stolzmühle
  - Weiler Dietenholz, Höfen, Hörleinsdorf, Kehlmünz, Lentersdorf, Rothleiten und Rüdern
  - Einöden Methlach, Mosmühle, Münchzell, Neudietenholz und Walburgswinden

- Große Kreisstadt Dinkelsbühl mit 67 Gemeindeteilen:
  - Hauptort Dinkelsbühl
  - Pfarrdörfer Segringen, Sinbronn und Weidelbach
  - Kirchdorf Bernhardswend
  - Dörfer Botzenweiler, Burgstall, Gersbronn, Hellenbach, Hohenschwärz, Langensteinbach, Neustädtlein, Oberradach, Radwang, Rain, Seidelsdorf, Sittlingen, Unterwinstetten, Waldeck und Wolfertsbronn
  - Weiler Esbach, Hausertshof, Holzapfelshof, Hungerhof (Ungerhof), Karlsholz, Ketschenweiler, Lohe, Oberhard, Obermeißling, Oberwinstetten, Rauenstadt, Röthendorf, Untermeißling, Unterradach, Veitswend und Walkmühle
  - Einöden Beutenhof, Beutenmühle, Freundstal, Froschmühle, Gaismühle, Hammermühle, Hardhof, Hardmühle, Hausertsmühle, Kemmleinsmühle, Kesselhof, Knorrenmühle, Kobeltsmühle, Lohmühle bei Neustädtlein, Maulmacher, Mögelins-Schlößlein, Mutschach, Neumühle bei Radwang, Neumühle bei Weidelbach, Pfaffenhof, Reichertsmühle, Reuenthal, Rosenhof, Rothhof, Sankt Ulrich, Scheckenmühle, Steineweiler, Tiefweg, Unsinnige Mühle (Ölmühle), Weiherhaus und Weißhaus

- Markt Dombühl mit 8 Gemeindeteilen:
  - Hauptort Dombühl
  - Pfarrdorf Kloster Sulz
  - Dörfer Bortenberg und Ziegelhaus
  - Weiler Baimhofen, Binsenweiler und Höfen
  - Einöde Höfstettermühle

- Markt Dürrwangen mit 14 Gemeindeteilen:
  - Hauptort Dürrwangen
  - Pfarrdorf Halsbach
  - Dörfer Haslach, Hirschbach, Hopfengarten, Labertswend, Neuses und Sulzach
  - Weiler Flinsberg und Witzmannsmühle
  - Einöden Dattelhof, Lohmühle, Rappenhof und Trendelmühle

- Ehingen mit 16 Gemeindeteilen:
  - Pfarrdörfer Beyerberg, Ehingen und Lentersheim
  - Kirchdorf Dambach
  - Dorf Friedrichsthal
  - Weiler Brunn, Ehrenschwinden und Hüttlingen
  - Einöden Bergmühle, Hammerschmiede, Kaltenkreuth, Klarhof, Klarmühle, Kussenhof und Schwandmühle
  - Sonstiger Ort Hesselberghaus b.Wassertrüdingen

- Stadt Feuchtwangen mit 91 Gemeindeteilen:
  - Hauptort Feuchtwangen
  - Pfarrdörfer Breitenau, Dorfgütingen, Larrieden und Mosbach
  - Kirchdörfer Thürnhofen und Zumhaus
  - Dörfer Aichau, Aichenzell, Archshofen, Banzenweiler, Bergnerzell, Bernau, Bieberbach, Gehrenberg, Heilbronn, Herrnschallbach, Hinterbreitenthann, Kaltenbronn, Krapfenau, Kühnhardt a.Schlegel, Lichtenau, Mögersbronn, Oberahorn, Oberransbach, Reichenbach, Rißmannschallbach, Rödenweiler, Sankt Ulrich, Seiderzell, Sommerau, Sperbersbach, Steinbach, Tauberschallbach, Tribur, Ungetsheim, Unterahorn, Vorderbreitenthann, Wehlmäusel, Weikersdorf, Zehdorf, Zischendorf und Zumberg
  - Weiler Ameisenbrücke, Bonlanden, Bühl, Charhof, Esbach, Eschenlach, Glashofen, Hammerschmiede, Heiligenkreuz, Höfstetten, Koppenschallbach, Krapfenauer Mühle, Krobshausen, Leiperzell, Lotterhof, Metzlesberg, Oberdallersbach, Oberhinterhof, Ratzendorf, Ungetsheimer Mühle, Unterdallersbach, Unterhinterhof, Unterransbach, Weiler am See und Wüstenweiler
  - Einöden Böhlhof, Charmühle, Dornberg, Georgenhof, Hainmühle, Herbstmühle, Jakobsmühle, Jungenhof, Krebshof, Krobshäuser Mühle, Löschenmühle, Neidlingen, Oberlottermühle, Oberrothmühle, Poppenweiler, Schönmühle, Überschlagmühle, Unterlottermühle, Unterrothmühle, Volkertsweiler, Walkmühle, Winterhalten und Wolfsmühle

- Markt Flachslanden mit 19 Gemeindeteilen:
  - Hauptort Flachslanden
  - Pfarrdorf Virnsberg
  - Kirchdörfer Neustetten und Sondernohe
  - Dörfer Birkenfels, Borsbach, Boxau, Hainklingen, Kettenhöfstetten, Rosenbach und Ruppersdorf
  - Weiler Kellern, Kemmathen, Lockenmühle, Schmalnbühl und Wippenau
  - Einöden Hummelhof, Rangenmühle und Rohrmühle

- Gebsattel mit 9 Gemeindeteilen:
  - Pfarrdorf Gebsattel
  - Kirchdörfer Bockenfeld und Kirnberg
  - Dorf Rödersdorf
  - Weiler Eckartshof, Pleikartshof, Speierhof und Wildenhof
  - Sonstiger Ort Wasenmühle

- Gerolfingen mit 4 Gemeindeteilen:
  - Ehemaliger Markt Aufkirchen
  - Pfarrdorf Gerolfingen
  - Dorf Irsingen
  - Einöde Berghaus

- Geslau mit 14 Gemeindeteilen:
  - Pfarrdorf Geslau
  - Kirchdorf Stettberg
  - Dörfer Aidenau, Dornhausen, Gunzendorf, Hürbel, Kreuth, Lauterbach, Oberbreitenau, Oberndorf und Schwabsroth
  - Weiler Reinswinden, Steinach a.Wald und Unterbreitenau

- Stadt Heilsbronn mit 14 Gemeindeteilen:
  - Hauptort Heilsbronn
  - Pfarrdörfer Bürglein und Weißenbronn
  - Kirchdörfer Ketteldorf und Markttriebendorf
  - Dörfer Betzendorf, Böllingsdorf, Bonnhof, Göddeldorf, Gottmannsdorf, Müncherlbach, Neuhöflein, Seitendorf, Triebendorf und Weiterndorf
  - Weiler Betzmannsdorf, Höfstetten und Trachenhöfstatt
  - Einöde Butzenhof

- Stadt Herrieden mit 39 Gemeindeteilen:
  - Hauptort Herrieden
  - Pfarrdörfer Elbersroth, Neunstetten und Rauenzell
  - Kirchdorf Lattenbuch
  - Dörfer Birkach, Böckau, Brünst, Gräbenwinden, Heuberg, Hohenberg, Lammelbach, Leibelbach, Leutenbuch, Limbach, Niederdombach, Oberschönbronn, Rös, Roth, Sickersdorf, Stadel, Stegbruck, Steinbach, Velden und Winn
  - Weiler Bittelhof, Esbach, Gimpertshausen, Höfstetten, Leuckersdorf, Manndorf, Mühlbruck, Regmannsdorf, Sauerbach, Schernberg, Schönau und Seebronn
  - Einöden Angerhof und Buschhof

- Insingen mit 9 Gemeindeteilen:
  - Pfarrdorf Insingen
  - Kirchdorf Lohr
  - Dorf Lohrbach
  - Weiler Leuzhof
  - Einöden Hammerschmiede, Kastenmühle, Leidenberg, Sandhof und Wilhelmsmühle

- Langfurth mit 9 Gemeindeteilen:
  - Pfarrdörfer Ammelbruch und Dorfkemmathen
  - Dörfer Langfurth, Matzmannsdorf, Oberkemmathen, Schlierberg, Neumühle und Sägmühle
  - Weiler Stöckau

- Markt Lehrberg mit 26 Gemeindeteilen:
  - Hauptort Lehrberg
  - Pfarrdorf Obersulzbach
  - Kirchdorf Gräfenbuch
  - Dörfer Ballstadt, Berndorf, Buhlsbach, Gödersklingen, Schmalach, Unterheßbach, Untersulzbach und Zailach
  - Weiler Birkach, Brünst, Hürbel a.Rangen, Kühndorf, Oberheßbach, Röshof, Schmalenbach, Wüstendorf und Ziegelhütte
  - Einöden Dauersmühle, Fritzmühle, Kohlmühle, Pulvermühle, Seemühle und Walkmühle

- Stadt Leutershausen mit 49 Gemeindeteilen:
  - Hauptort Leutershausen
  - Pfarrdörfer Jochsberg, Neunkirchen b.Leutershausen, Weißenkirchberg und Wiedersbach
  - Kirchdorf Frommetsfelden
  - Dörfer Brunst, Büchelberg, Eckartsweiler, Erlbach, Hannenbach, Hetzweiler, Hinterholz, Höchstetten, Lengenfeld, Mittelramstadt, Oberramstadt, Röttenbach, Sachsen, Tiefenthal und Winden
  - Weiler Atzenhofen, Bauzenweiler, Clonsbach, Eichholz, Erlach, Erndorf, Görchsheim, Gutenhard, Hainhof, Kressenhof, Lenzersdorf, Pfetzendorf, Rauenbuch, Schwand, Steinbächlein, Steinberg, Straßenwirtshaus, Waizendorf und Zweiflingen
  - Einöden Froschmühle, Hohenmühle, Holzmühle, Hundshof, Rammersdorf, Untreumühle, Weihersmühle, Weißenmühle und Wolfsmühle

- Markt Lichtenau mit 25 Gemeindeteilen:
  - Hauptort Lichtenau
  - Pfarrdorf Immeldorf
  - Kirchdorf Unterrottmannsdorf
  - Dörfer Boxbrunn, Büschelbach, Fischbach, Gotzendorf, Herpersdorf, Malmersdorf, Oberrammersdorf, Schlauersbach, Wattenbach und Zandt
  - Weiler Ballmannshof, Kirschendorf und Rückersdorf
  - Einöden Bachmühle, Erlenmühle, Gotzenmühle, Hammerschmiede, Stritthof, Waltendorf, Weickershof, Weidenmühle und Zandtmühle

- Stadt Merkendorf mit 13 Gemeindeteilen:
  - Hauptort Merkendorf
  - Kirchdorf Hirschlach
  - Dörfer Bammersdorf, Gerbersdorf, Großbreitenbronn, Heglau, Kleinbreitenbronn, Neuses, Triesdorf Bahnhof, Waldeck und Willendorf
  - Weiler Dürrnhof
  - Einöde Weißbachmühle

- Mitteleschenbach mit 4 Gemeindeteilen:
  - Pfarrdorf Mitteleschenbach
  - Dorf Gersbach
  - Weiler Bremenhof
  - Einöde Käshof

- Mönchsroth mit 6 Gemeindeteilen:
  - Pfarrdorf Mönchsroth
  - Dörfer Diederstetten, Hasselbach und Winnetten
  - Einöden Fallmeisterei und Hammerschmiede

- Neuendettelsau mit 18 Gemeindeteilen:
  - Pfarrdorf Neuendettelsau
  - Kirchdörfer Reuth und Wernsbach
  - Dörfer Aich, Bechhofen, Haag, Mausendorf, Watzendorf und Wollersdorf
  - Weiler Birkenhof und Geichsenhof
  - Einöden Froschmühle, Geichsenmühle, Hammerschmiede, Jakobsruh, Mausenmühle, Steinhof und Steinmühle

- Neusitz mit 9 Gemeindeteilen:
  - Pfarrdorf Neusitz
  - Kirchdorf Schweinsdorf
  - Dorf Wachsenberg
  - Weiler Erlbach, Horabach und Södelbronn
  - Einöden Chausseehaus, Schafhof und Seehäusl

- Oberdachstetten mit 10 Gemeindeteilen:
  - Pfarrdörfer Mitteldachstetten und Oberdachstetten
  - Kirchdorf Berglein
  - Dörfer Anfelden, Dörflein und Hohenau
  - Weiler Möckenau und Spielberg
  - Einöden Lerchenbergshof und Lerchenbergsmühle

- Ohrenbach mit 7 Gemeindeteilen:
  - Pfarrdorf Ohrenbach
  - Kirchdörfer Habelsee, Oberscheckenbach und Reichardsroth
  - Dörfer Gailshofen und Gumpelshofen
  - Einöde Seemühle

- Stadt Ornbau mit 6 Gemeindeteilen:
  - Hauptort Ornbau
  - Dörfer Gern, Obermühl und Oberndorf
  - Weiler Haag und Taugenroth

- Petersaurach mit 16 Gemeindeteilen:
  - Pfarrdörfer Großhaslach, Petersaurach und Vestenberg
  - Kirchdörfer Gleizendorf und Wicklesgreuth
  - Siedlung Langenheim
  - Dörfer Adelmannssitz, Altendettelsau, Külbingen, Langenloh, Steinbach und Ziegendorf
  - Weiler Frohnhof und Schafhof
  - Einöden Gütlershof und Neumühle

- Röckingen mit 4 Gemeindeteilen:
  - Pfarrdorf Röckingen
  - Dorf Opfenried
  - Einöden Gugelmühle und Schmalzmühle

- Große Kreisstadt Rothenburg ob der Tauber mit 39 Gemeindeteilen:
  - Hauptort Rothenburg ob der Tauber
  - Pfarrdörfer Bettenfeld und Leuzenbronn
  - Kirchdorf Detwang
  - Dorf Herrnwinden
  - Weiler Brundorf, Hemmendorf, Reusch, Schnepfendorf, Steinbach und Vorbach
  - Güter Burgstall und Hohbach
  - Einöden Bronnenmühle, Dürrenhof, Fuchsmühle, Haltenmühle, Hammerschmiede, Herrenmühle, Hollermühle, Langenmühle, Lukasrödermühle, Obere Walkmühle, Obermühle, Sankt Leonhard, Schandhof, Schmelzmühle, Schwarzenmühle, Siechenmühle, Steinmühle, Weißenmühle, Wildbad und Ziegelhütte
  - Sonstige Orte Hansrödermühle, Kaiserstuhl, Ludlesmühle, Mittelmühle, Schlößlein und Untere Walkmühle

- Rügland mit 12 Gemeindeteilen:
  - Pfarrdörfer Rügland und Unternbibert
  - Dörfer Daubersbach, Lindach, Obernbibert und Rosenberg
  - Weiler Fladengreuth, Kräft, Untere Mühle und Stockheim
  - Einöden Äußere Mühle und Pilsmühle

- Sachsen bei Ansbach mit 13 Gemeindeteilen:
  - Pfarrdorf Sachsen b.Ansbach
  - Kirchdorf Neukirchen
  - Dörfer Alberndorf, Hirschbronn, Milmersdorf, Ratzenwinden, Rutzendorf, Steinbach und Volkersdorf
  - Weiler Steinhof
  - Einöden Büchenmühle, Walkmühle (obere) und Walkmühle (untere)

- Stadt Schillingsfürst mit 21 Gemeindeteilen:
  - Hauptort Schillingsfürst
  - Pfarrdorf Faulenberg
  - Dörfer Neuweiler, Schafhof, Schorndorf, Stilzendorf und Wohnbach
  - Weiler Altengreuth, Bersbronn, Leipoldsberg, Neureuth, Stützenhof und Ziegelhütte
  - Einöden Bronnenhaus, Fischhaus, Marienhof, Obermühle, Oelmühle, Schmeermühle, Thiergartenhof und Wittum

- Schnelldorf mit 17 Gemeindeteilen:
  - Pfarrdörfer Oberampfrach, Unterampfrach und Wildenholz
  - Kirchdorf Haundorf
  - Dörfer Gailroth, Grimmschwinden, Leitsweiler, Ransbach a.d.Holzecke, Schnelldorf und Steinbach a.d.Holzecke
  - Weiler Altersberg, Gumpenweiler, Hilpertsweiler, Stollenhof und Theuerbronn
  - Einöden Ebethof und Holdermühle

- Markt Schopfloch mit 13 Gemeindeteilen:
  - Hauptort Schopfloch
  - Pfarrdorf Lehengütingen; das Kirchdorf Zwernberg
  - Dörfer Deuenbach, Dickersbronn und Waldhäuslein
  - Weiler Buchhof, Köhlau, Lehenbuch und Pulvermühle
  - Einöden Franzenmühle, Neumühle und Rohrmühle

- Steinsfeld mit 11 Gemeindeteilen:
  - Pfarrdorf Steinsfeld
  - Kirchdörfer Bettwar, Gattenhofen und Reichelshofen
  - Dörfer Endsee und Hartershofen
  - Weiler Ellwingshofen, Gypshütte und Urphershofen
  - Einöden Chausseehaus und Possenmühle

- Unterschwaningen mit 4 Gemeindeteilen:
  - Pfarrdorf Unterschwaningen
  - Kirchdorf Oberschwaningen
  - Dörfer Dennenlohe und Kröttenbach

- Stadt Wassertrüdingen mit 18 Gemeindeteilen:
  - Hauptort Wassertrüdingen
  - Pfarrdörfer Geilsheim und Obermögersheim
  - Kirchdörfer Altentrüdingen, Fürnheim und Schobdach
  - Dorf Reichenbach
  - Weiler Goschenhof, Himmerstall und Stahlhöfe
  - Einöden Eisler, Fallhaus, Hertleinsmühle, Laufenbürg, Oberaumühle, Stockaumühle und Zollhaus
  - Sonstiger Ort Schafhof

- Markt Weidenbach mit 9 Gemeindeteilen:
  - Hauptort Weidenbach
  - Kirchdorf Leidendorf
  - Dörfer Esbach, Irrebach, Nehdorf, Triesdorf und Weiherschneidbach
  - Weiler Kolmschneidbach
  - Einöde Rosenhof

- Weihenzell mit 22 Gemeindeteilen:
  - Pfarrdörfer Forst, Weihenzell und Wernsbach b.Ansbach
  - Kirchdorf Moratneustetten
  - Dörfer Beutellohe, Frankendorf, Grüb, Haasgang, Neumühle, Petersdorf, Schönbronn, Thurndorf, Wippendorf und Zellrüglingen
  - Weiler Gebersdorf, Neubronn, Steinmühle und Thierbach
  - Einöden Alexandermühle, Fessenmühle, Papiermühle und Schmalnbachshof

- Markt Weiltingen mit 9 Gemeindeteilen:
  - Hauptort Weiltingen
  - Pfarrdörfer Frankenhofen und Veitsweiler
  - Kirchdorf Ruffenhofen
  - Dorf Wörnitzhofen
  - Weiler Bosacker, Hahnenberg und Unterklingen
  - Einöde Oberklingen

- Wettringen mit 7 Gemeindeteilen:
  - Pfarrdorf Wettringen
  - Kirchdorf Untergailnau
  - Dorf Grüb
  - Weiler Obergailnau und Reichenbach
  - Einöden Seemühle und Taubermühle

- Wieseth mit 13 Gemeindeteilen:
  - Pfarrdorf Wieseth
  - Dörfer Ammonschönbronn, Deffersdorf, Forndorf, Häuslingen, Lölldorf, Mittelschönbronn, Untermosbach und Zirndorf
  - Weiler Höfstetten und Zimmersdorf
  - Einöden Beckenmühle und Schlötzenmühle

- Wilburgstetten mit 17 Gemeindeteilen:
  - Pfarrdörfer Greiselbach, Rühlingstetten und Wilburgstetten
  - Kirchdorf Villersbronn
  - Dörfer Knittelsbach, Welchenholz, Wittenbach und Wolfsbühl
  - Weiler Brennhof, Gramstetterhof, Höllmühle und Walkmühle
  - Einöden Beermühle, Burgstallhof, Neumühle, Neuölmühle und Walkhof

- Windelsbach mit 9 Gemeindeteilen:
  - Pfarrdorf Windelsbach
  - Kirchdörfer Cadolzhofen und Preuntsfelden
  - Dörfer Burghausen, Hornau, Linden und Nordenberg
  - Weiler Birkach
  - Einöde Karrachmühle

- Stadt Windsbach mit 29 Gemeindeteilen:
  - Hauptort Windsbach
  - Pfarrdörfer Bertholdsdorf und Veitsaurach
  - Kirchdorf Untereschenbach
  - Dörfer Brunn, Elpersdorf b.Windsbach, Hergersbach, Ismannsdorf, Kettersbach, Kitschendorf, Lanzendorf, Leipersloh, Moosbach, Neuses b.Windsbach, Retzendorf, Sauernheim, Speckheim, Suddersdorf, Wernsmühle und Winkelhaid
  - Weiler Wolfsau
  - Einöden Buckenmühle, Hölzleinsmühle, Hopfenmühle, Schwalbenmühle, Thonhof, Waldhaus und Winterhof
  - Wüstung Kugelmühle

- Wittelshofen mit 10 Gemeindeteilen:
  - Pfarrdörfer Illenschwang, Obermichelbach und Wittelshofen
  - Kirchdorf Untermichelbach
  - Weiler mit Kirche Dühren
  - Weiler Gelshofen und Grüb
  - Einöden Gelsmühle, Grabmühle und Neumühle

- Stadt Wolframs-Eschenbach mit 10 Gemeindeteilen:
  - Hauptort Wolframs-Eschenbach
  - Kirchdorf Biederbach
  - Dörfer Adelmannsdorf, Reutern, Selgenstadt und Waizendorf
  - Weiler Wöltendorf
  - Einöden Bölleinsmühle, Sallmannshof und Utzenmühle

- Wörnitz mit 17 Gemeindeteilen:
  - Pfarrdörfer Erzberg und Wörnitz
  - Dörfer Arzbach, Bösennördlingen, Bottenweiler, Harlang, Mühlen, Oberwörnitz, Ulrichshausen, Waldhausen und Walkersdorf
  - Weiler Bastenau, Mittelstetten und Rothof
  - Einöden Ebertsmühle, Riedenberg und Rosenhof

## Alphabetische Liste
In Fettschrift erscheinen die Orte, die namengebend für die Gemeinde sind.

### A
- Adelmannsdorf zu Dietenhofen
- Adelmannsdorf zu Wolframs-Eschenbach
- Adelmannssitz zu Petersaurach
- Adelshofen
- Aich zu Neuendettelsau
- Aichau zu Feuchtwangen
- Aichenzell zu Feuchtwangen
- Aidenau zu Geslau
- Alberndorf zu Sachsen b.Ansbach
- Alexandermühle zu Weihenzell
- Altendettelsau zu Petersaurach
- Altengreuth zu Schillingsfürst
- Altentrüdingen zu Wassertrüdingen
- Altersberg zu Schnelldorf
- Ameisenbrücke zu Feuchtwangen
- Ammelbruch zu Langfurth
- Ammonschönbronn zu Wieseth
- Andorf zu Dietenhofen
- Anfelden zu Oberdachstetten
- Angerhof zu Dentlein a.Forst
- Angerhof zu Herrieden
- Arberg
- Archshofen zu Feuchtwangen
- Arzbach zu Wörnitz
- Atzenhofen zu Leutershausen
- Aub zu Bechhofen
- Auerbach zu Colmberg
- Aufkirchen zu Gerolfingen
- Aurach

↑ Zurück zum Inhaltsverzeichnis

### B
- Bachmühle zu Lichtenau
- Baimhofen zu Dombühl
- Ballmannshof zu Lichtenau
- Ballstadt zu Lehrberg
- Bammersdorf zu Merkendorf
- Banzenweiler zu Feuchtwangen
- Bastenau zu Wörnitz
- Bauzenweiler zu Leutershausen
- Bechhofen
- Bechhofen zu Neuendettelsau
- Beckenmühle zu Wieseth
- Beermühle zu Wilburgstetten
- Bellershausen zu Diebach
- Berbersbach zu Buch a.Wald
- Berghaus zu Gerolfingen
- Berglein zu Oberdachstetten
- Bergmühle zu Ehingen
- Bergnerzell zu Feuchtwangen
- Bernau zu Feuchtwangen
- Berndorf zu Lehrberg
- Bernhardswend zu Dinkelsbühl
- Bersbronn zu Schillingsfürst
- Bertholdsdorf zu Windsbach
- Bestleinsmühle zu Diebach
- Bettenfeld zu Rothenburg ob der Tauber
- Bettwar zu Steinsfeld
- Betzendorf zu Heilsbronn
- Betzmannsdorf zu Heilsbronn
- Beutellohe zu Weihenzell
- Beutenhof zu Dinkelsbühl
- Beutenmühle zu Dinkelsbühl
- Beyerberg zu Ehingen
- Bieberbach zu Feuchtwangen
- Biederbach zu Wolframs-Eschenbach
- Bieg zu Colmberg
- Binsenweiler zu Dombühl
- Binzwangen zu Colmberg
- Birkach zu Bechhofen
- Birkach zu Herrieden
- Birkach zu Lehrberg
- Birkach zu Windelsbach
- Birkenfels zu Flachslanden
- Birkenhof zu Neuendettelsau
- Bittelhof zu Herrieden
- Böckau zu Herrieden
- Bockenfeld zu Gebsattel
- Böhlhof zu Feuchtwangen
- Bölleinsmühle zu Wolframs-Eschenbach
- Böllersmühle zu Diebach
- Böllingsdorf zu Heilsbronn
- Bonlanden zu Feuchtwangen
- Bonnhof zu Heilsbronn
- Borsbach zu Flachslanden
- Bortenberg zu Dombühl
- Bosacker zu Weiltingen
- Bösennördlingen zu Wörnitz
- Bottenweiler zu Wörnitz
- Botzenweiler zu Dinkelsbühl
- Boxau zu Flachslanden
- Boxbrunn zu Lichtenau
- Breitenau zu Feuchtwangen
- Bremenhof zu Mitteleschenbach
- Brennhof zu Wilburgstetten
- Bronnenhaus zu Schillingsfürst
- Bronnenmühle zu Rothenburg ob der Tauber
- Bruck zu Burk
- Bruckberg
- Brundorf zu Rothenburg ob der Tauber
- Brunn zu Ehingen
- Brunn zu Windsbach
- Brunst zu Leutershausen
- Brünst zu Herrieden
- Brünst zu Lehrberg
- Buch a.Wald
- Büchelberg zu Leutershausen
- Büchenmühle zu Sachsen b.Ansbach
- Buchhof zu Schopfloch
- Buckenmühle zu Windsbach
- Bühl zu Feuchtwangen
- Buhlsbach zu Lehrberg
- Burghausen zu Windelsbach
- Bürglein zu Heilsbronn
- Burgoberbach
- Burgstall zu Dinkelsbühl
- Burgstall zu Rothenburg ob der Tauber
- Burgstallhof zu Wilburgstetten
- Burgstallmühle zu Bechhofen
- Burk
- Büschelbach zu Lichtenau
- Buschhof zu Herrieden
- Butzenhof zu Heilsbronn

↑ Zurück zum Inhaltsverzeichnis

### C
- Cadolzhofen zu Windelsbach
- Charhof zu Feuchtwangen
- Charmühle zu Feuchtwangen
- Chausseehaus zu Neusitz
- Chausseehaus zu Steinsfeld
- Clonsbach zu Leutershausen
- Colmberg

↑ Zurück zum Inhaltsverzeichnis

### D
- Dambach zu Ehingen
- Dattelhof zu Dürrwangen
- Daubersbach zu Rügland
- Dauersmühle zu Lehrberg
- Deffersdorf zu Wieseth
- Dennenlohe zu Unterschwaningen
- Dentlein a.Forst
- Detwang zu Rothenburg ob der Tauber
- Deuenbach zu Schopfloch
- Dickersbronn zu Schopfloch
- Diebach
- Diederstetten zu Mönchsroth
- Dierersdorf zu Burgoberbach
- Diespeck
- Dietenbronn zu Aurach
- Dietenhofen
- Dietenholz zu Dietenhofen
- Dinkelsbühl
- Dombühl
- Dorfgütingen zu Feuchtwangen
- Dorfkemmathen zu Langfurth
- Dörflein zu Oberdachstetten
- Dornberg zu Feuchtwangen
- Dornhausen zu Geslau
- Dühren zu Wittelshofen
- Dürrenhof zu Rothenburg ob der Tauber
- Dürrnhof zu Merkendorf
- Dürrwangen

↑ Zurück zum Inhaltsverzeichnis

### E
- Ebersdorf zu Dietenhofen
- Ebertsmühle zu Wörnitz
- Ebethof zu Schnelldorf
- Eckartshof zu Gebsattel
- Eckartsweiler zu Leutershausen
- Ehingen
- Ehrenschwinden zu Ehingen
- Eichholz zu Leutershausen
- Eisler zu Wassertrüdingen
- Elbersroth zu Herrieden
- Ellwingshofen zu Steinsfeld
- Elpersdorf b.Windsbach zu Windsbach
- Endsee zu Steinsfeld
- Erlach zu Leutershausen
- Erlbach zu Leutershausen
- Erlbach zu Neusitz
- Erlenmühle zu Lichtenau
- Erlmühle zu Dentlein a.Forst
- Erndorf zu Leutershausen
- Erzberg zu Wörnitz
- Esbach zu Dinkelsbühl
- Esbach zu Feuchtwangen
- Esbach zu Herrieden
- Esbach zu Weidenbach
- Eschenlach zu Feuchtwangen
- Eybburg zu Arberg
- Eyerlohe zu Aurach

↑ Zurück zum Inhaltsverzeichnis

### F
- Fallhaus zu Wassertrüdingen
- Fallmeisterei zu Mönchsroth
- Faulenberg zu Schillingsfürst
- Fessenmühle zu Weihenzell
- Fetschendorf zu Dentlein a.Forst
- Feuchtwangen
- Fischbach zu Lichtenau
- Fischhaus zu Schillingsfürst
- Flachslanden
- Fladengreuth zu Rügland
- Flinsberg zu Dürrwangen
- Forndorf zu Wieseth
- Forst zu Weihenzell
- Frankendorf zu Weihenzell
- Frankenhofen zu Weiltingen
- Franzenmühle zu Schopfloch
- Freundstal zu Dinkelsbühl
- Frickendorf zu Dietenhofen
- Friedrichsthal zu Ehingen
- Fritzmühle zu Lehrberg
- Frohnhof zu Petersaurach
- Frommetsfelden zu Leutershausen
- Fröschau zu Bechhofen
- Froschmühle zu Buch a.Wald
- Froschmühle zu Dinkelsbühl
- Froschmühle zu Leutershausen
- Froschmühle zu Neuendettelsau
- Fuchsmühle zu Rothenburg ob der Tauber
- Fürnheim zu Wassertrüdingen

↑ Zurück zum Inhaltsverzeichnis

### G
- Gailroth zu Schnelldorf
- Gailshofen zu Ohrenbach
- Gaishof zu Buch a.Wald
- Gaismühle zu Dinkelsbühl
- Gastenfelden zu Buch a.Wald
- Gattenhofen zu Steinsfeld
- Gebersdorf zu Weihenzell
- Gebsattel
- Gehrenberg zu Feuchtwangen
- Geichsenhof zu Neuendettelsau
- Geichsenmühle zu Neuendettelsau
- Geilsheim zu Wassertrüdingen
- Gelshofen zu Wittelshofen
- Gelsmühle zu Wittelshofen
- Georgenhaag zu Arberg
- Georgenhof zu Feuchtwangen
- Gerbersdorf zu Merkendorf
- Gerersdorf zu Burgoberbach
- Gern zu Ornbau
- Gerolfingen
- Gersbach zu Mitteleschenbach
- Gersbronn zu Dinkelsbühl
- Geslau
- Gewerbegebiet zu Neuendettelsau
- Gickelhausen zu Adelshofen
- Gimpertshausen zu Herrieden
- Gindelbach zu Aurach
- Glashofen zu Feuchtwangen
- Gleizendorf zu Petersaurach
- Göddeldorf zu Heilsbronn
- Gödersklingen zu Lehrberg
- Goldbühl zu Arberg
- Görchsheim zu Leutershausen
- Goschenhof zu Wassertrüdingen
- Gothendorf zu Arberg
- Götteldorf zu Dietenhofen
- Gottmannsdorf zu Heilsbronn
- Gotzendorf zu Lichtenau
- Gotzenmühle zu Lichtenau
- Gräbenwinden zu Herrieden
- Grabmühle zu Wittelshofen
- Gräfenbuch zu Lehrberg
- Gramstetterhof zu Wilburgstetten
- Greiselbach zu Wilburgstetten
- Grimmschwinden zu Schnelldorf
- Großbreitenbronn zu Merkendorf
- Großenried zu Bechhofen
- Großharbach zu Adelshofen
- Großhaslach zu Petersaurach
- Großlellenfeld zu Arberg
- Großohrenbronn zu Dentlein a.Forst
- Grüb zu Weihenzell
- Grüb zu Wettringen
- Grüb zu Wittelshofen
- Gugelmühle zu Röckingen
- Gumpelshofen zu Ohrenbach
- Gumpenweiler zu Schnelldorf
- Gunzendorf zu Geslau
- Gutenhard zu Leutershausen
- Gutenmühle zu Aurach
- Gütlershof zu Petersaurach
- Gypshütte zu Steinsfeld

↑ Zurück zum Inhaltsverzeichnis

### H
- Haag zu Neuendettelsau
- Haag zu Ornbau
- Haardt zu Adelshofen
- Haasgang zu Weihenzell
- Habelsee zu Ohrenbach
- Hagenau zu Buch a.Wald
- Hahnenberg zu Weiltingen
- Hainhof zu Leutershausen
- Hainklingen zu Flachslanden
- Hainmühle zu Feuchtwangen
- Halsbach zu Dürrwangen
- Haltenmühle zu Rothenburg ob der Tauber
- Hammermühle zu Dinkelsbühl
- Hammerschmiede zu Ehingen
- Hammerschmiede zu Feuchtwangen
- Hammerschmiede zu Insingen
- Hammerschmiede zu Lichtenau
- Hammerschmiede zu Mönchsroth
- Hammerschmiede zu Neuendettelsau
- Hammerschmiede zu Rothenburg ob der Tauber
- Hannenbach zu Leutershausen
- Hansrödermühle zu Rothenburg ob der Tauber
- Hardhof zu Dinkelsbühl
- Hardmühle zu Dinkelsbühl
- Harlang zu Wörnitz
- Hartershofen zu Steinsfeld
- Haselmühle zu Aurach
- Häslabronn zu Colmberg
- Haslach zu Dürrwangen
- Hasselbach zu Mönchsroth
- Haundorf zu Schnelldorf
- Haunoldshofen zu Dietenhofen
- Hausertshof zu Dinkelsbühl
- Hausertsmühle zu Dinkelsbühl
- Häuslingen zu Wieseth
- Hautschenmühle zu Adelshofen
- Heglau zu Merkendorf
- Heilbronn zu Feuchtwangen
- Heiligenkreuz zu Feuchtwangen
- Heilsbronn
- Heinersdorf zu Bechhofen
- Hellenbach zu Dinkelsbühl
- Hemmendorf zu Rothenburg ob der Tauber
- Herbstmühle zu Feuchtwangen
- Hergersbach zu Windsbach
- Herpersdorf zu Dietenhofen
- Herpersdorf zu Lichtenau
- Herrenmühle zu Rothenburg ob der Tauber
- Herrieden
- Herrnschallbach zu Feuchtwangen
- Herrnwinden zu Rothenburg ob der Tauber
- Hertleinsmühle zu Wassertrüdingen
- Hesselberghaus b.Wassertrüdingen zu Ehingen
- Hetzweiler zu Leutershausen
- Heuberg zu Herrieden
- Hilpertsweiler zu Schnelldorf
- Hilsbach zu Aurach
- Himmerstall zu Wassertrüdingen
- Hinterbreitenthann zu Feuchtwangen
- Hinterholz zu Leutershausen
- Hirschbach zu Dürrwangen
- Hirschbronn zu Sachsen b.Ansbach
- Hirschlach zu Merkendorf
- Höchstetten zu Leutershausen
- Höfen zu Dietenhofen
- Höfen zu Dombühl
- Höfstetten zu Feuchtwangen
- Höfstetten zu Heilsbronn
- Höfstetten zu Herrieden
- Höfstetten zu Wieseth
- Höfstettermühle zu Dombühl
- Hohbach zu Rothenburg ob der Tauber
- Hohenau zu Oberdachstetten
- Hohenberg zu Herrieden
- Hohenmühle zu Leutershausen
- Hohenschwärz zu Dinkelsbühl
- Holdermühle zu Schnelldorf
- Hollermühle zu Rothenburg ob der Tauber
- Höllmühle zu Wilburgstetten
- Holzapfelshof zu Dinkelsbühl
- Hölzleinsmühle zu Windsbach
- Holzmühle zu Leutershausen
- Hopfengarten zu Dürrwangen
- Hopfenmühle zu Windsbach
- Horabach zu Neusitz
- Hörleinsdorf zu Dietenhofen
- Hornau zu Windelsbach
- Hummelhof zu Flachslanden
- Hundshof zu Leutershausen
- Hungerhof (Ungerhof) zu Dinkelsbühl
- Hürbel zu Geslau
- Hürbel a.Rangen zu Lehrberg
- Hüttlingen zu Ehingen

↑ Zurück zum Inhaltsverzeichnis

### I
- Illenschwang zu Wittelshofen
- Immeldorf zu Lichtenau
- Insingen
- Irrebach zu Weidenbach
- Irsingen zu Gerolfingen
- Ismannsdorf zu Windsbach

↑ Zurück zum Inhaltsverzeichnis

### J
- Jakobsmühle zu Feuchtwangen
- Jakobsruh zu Neuendettelsau
- Jochsberg zu Leutershausen
- Jungenhof zu Feuchtwangen

↑ Zurück zum Inhaltsverzeichnis

### K
- Kaierberg zu Dentlein a.Forst
- Kaiserstuhl zu Rothenburg ob der Tauber
- Kallert zu Bechhofen
- Kaltenbronn zu Feuchtwangen
- Kaltenkreuth zu Ehingen
- Karlsholz zu Dinkelsbühl
- Karrachmühle zu Windelsbach
- Käshof zu Mitteleschenbach
- Kastenmühle zu Insingen
- Kaudorf zu Bechhofen
- Kehlmünz zu Dietenhofen
- Kellern zu Flachslanden
- Kemmathen zu Arberg
- Kemmathen zu Flachslanden
- Kemmleinsmühle zu Dinkelsbühl
- Kesselhof zu Dinkelsbühl
- Ketschenweiler zu Dinkelsbühl
- Ketteldorf zu Heilsbronn
- Kettenhöfstetten zu Flachslanden
- Kettersbach zu Windsbach
- Kirnberg zu Gebsattel
- Kirschendorf zu Lichtenau
- Kitschendorf zu Windsbach
- Klarhof zu Ehingen
- Klarmühle zu Ehingen
- Kleinbreitenbronn zu Merkendorf
- Kleinhabersdorf zu Dietenhofen
- Kleinhaslach zu Dietenhofen
- Kleinlellenfeld zu Arberg
- Kleinohrenbronn zu Dentlein a.Forst
- Kleinried zu Bechhofen
- Kloster Sulz zu Dombühl
- Knittelsbach zu Wilburgstetten
- Knorrenmühle zu Dinkelsbühl
- Kobeltsmühle zu Dinkelsbühl
- Köhlau zu Schopfloch
- Kohlmühle zu Lehrberg
- Kolmschneidbach zu Weidenbach
- Königshofen a.d.Heide zu Bechhofen
- Koppenschallbach zu Feuchtwangen
- Kräft zu Rügland
- Krapfenau zu Feuchtwangen
- Krapfenauer Mühle zu Feuchtwangen
- Krebshof zu Feuchtwangen
- Kressenhof zu Leutershausen
- Kreuth zu Geslau
- Krobshausen zu Feuchtwangen
- Krobshäuser Mühle zu Feuchtwangen
- Kröttenbach zu Unterschwaningen
- Kugelmühle zu Windsbach
- Kühndorf zu Lehrberg
- Kühnhardt a.Schlegel zu Feuchtwangen
- Külbingen zu Petersaurach
- Kurzendorf zu Colmberg
- Kussenhof zu Ehingen

↑ Zurück zum Inhaltsverzeichnis

### L
- Labertswend zu Dürrwangen
- Lammelbach zu Herrieden
- Langenheim zu Petersaurach
- Langenloh zu Petersaurach
- Langenmühle zu Rothenburg ob der Tauber
- Langensteinbach zu Dinkelsbühl
- Langfurth
- Lanzendorf zu Windsbach
- Larrieden zu Feuchtwangen
- Lattenbuch zu Herrieden
- Laufenbürg zu Wassertrüdingen
- Lauterbach zu Geslau
- Lehenbuch zu Schopfloch
- Lehengütingen zu Schopfloch
- Lehrberg
- Leibelbach zu Herrieden
- Leichsenhof zu Dentlein a.Forst
- Leidenberg zu Insingen
- Leidendorf zu Weidenbach
- Leimbachsmühle zu Buch a.Wald
- Leipersloh zu Windsbach
- Leiperzell zu Feuchtwangen
- Leipoldsberg zu Schillingsfürst
- Leitsweiler zu Schnelldorf
- Lengenfeld zu Leutershausen
- Lentersdorf zu Dietenhofen
- Lentersheim zu Ehingen
- Lenzersdorf zu Leutershausen
- Leonrod zu Dietenhofen
- Lerchenbergshof zu Oberdachstetten
- Lerchenbergsmühle zu Oberdachstetten
- Lettenmühle zu Bechhofen
- Leuckersdorf zu Herrieden
- Leutenbuch zu Herrieden
- Leutershausen
- Leuzenbronn zu Rothenburg ob der Tauber
- Leuzhof zu Insingen
- Lichtenau zu Feuchtwangen
- Lichtenau
- Liebersdorf zu Bechhofen
- Limbach zu Herrieden
- Lindach zu Rügland
- Linden zu Windelsbach
- Lockenmühle zu Flachslanden
- Lohe zu Dinkelsbühl
- Lohmühle zu Dürrwangen
- Lohmühle b.Neustädtlein zu Dinkelsbühl
- Lohr zu Insingen
- Lohrbach zu Insingen
- Lölldorf zu Wieseth
- Löschenmühle zu Feuchtwangen
- Lotterhof zu Feuchtwangen
- Ludlesmühle zu Rothenburg ob der Tauber
- Lukasrödermühle zu Rothenburg ob der Tauber

↑ Zurück zum Inhaltsverzeichnis

### M
- Malmersdorf zu Lichtenau
- Manndorf zu Herrieden
- Marienhof zu Schillingsfürst
- Markttriebendorf zu Heilsbronn
- Matzmannsdorf zu Langfurth
- Maulmacher zu Dinkelsbühl
- Mausendorf zu Neuendettelsau
- Mausenmühle zu Neuendettelsau
- Meierndorf zu Burk
- Merkendorf
- Methlach zu Dietenhofen
- Metzlesberg zu Feuchtwangen
- Meuchlein zu Colmberg
- Milmersdorf zu Sachsen b.Ansbach
- Mitteldachstetten zu Oberdachstetten
- Mitteleschenbach
- Mittelmühle zu Bruckberg
- Mittelmühle zu Rothenburg ob der Tauber
- Mittelramstadt zu Leutershausen
- Mittelschönbronn zu Wieseth
- Mittelstetten zu Wörnitz
- Möckenau zu Oberdachstetten
- Mögelins-Schlößlein zu Dinkelsbühl
- Mögersbronn zu Feuchtwangen
- Mönchsroth
- Moosbach zu Windsbach
- Moratneustetten zu Weihenzell
- Mörlach zu Bechhofen
- Morlitzwinden zu Buch a.Wald
- Mörsach zu Arberg
- Mosbach zu Feuchtwangen
- Mosmühle zu Dietenhofen
- Mühlbruck zu Herrieden
- Mühle (äußere) zu Rügland
- Mühle (untere) zu Rügland
- Mühlen zu Wörnitz
- Müncherlbach zu Heilsbronn
- Münchzell zu Dietenhofen
- Mutschach zu Dinkelsbühl

↑ Zurück zum Inhaltsverzeichnis

### N
- Nehdorf zu Weidenbach
- Neidlingen zu Feuchtwangen
- Neubronn zu Weihenzell
- Neubruck zu Bruckberg
- Neudietenholz zu Dietenhofen
- Neudorf zu Dietenhofen
- Neuendettelsau
- Neuhöflein zu Heilsbronn
- Neukirchen zu Sachsen b.Ansbach
- Neumühle zu Diebach
- Neumühle bei Radwang zu Dinkelsbühl
- Neumühle bei Weidelbach zu Dinkelsbühl
- Neumühle zu Langfurth
- Neumühle zu Petersaurach
- Neumühle zu Schopfloch
- Neumühle zu Weihenzell
- Neumühle zu Wilburgstetten
- Neumühle zu Wittelshofen
- Neunkirchen b.Leutershausen zu Leutershausen
- Neunstetten zu Herrieden
- Neuölmühle zu Wilburgstetten
- Neureuth zu Schillingsfürst
- Neuses zu Burgoberbach
- Neuses zu Dürrwangen
- Neuses zu Merkendorf
- Neuses b.Windsbach zu Windsbach
- Neusitz
- Neustädtlein zu Dinkelsbühl
- Neustett zu Adelshofen
- Neustetten zu Flachslanden
- Neuweiler zu Schillingsfürst
- Niederdombach zu Herrieden
- Niederoberbach zu Burgoberbach
- Nordenberg zu Windelsbach

↑ Zurück zum Inhaltsverzeichnis

### O
- Oberahorn zu Feuchtwangen
- Oberampfrach zu Schnelldorf
- Oberaumühle zu Wassertrüdingen
- Oberbreitenau zu Geslau
- Oberdachstetten
- Oberdallersbach zu Feuchtwangen
- Obere Walkmühle zu Rothenburg ob der Tauber
- Obere Walkmühle zu Sachsen b.Ansbach
- Oberfelden zu Colmberg
- Obergailnau zu Wettringen
- Oberhard zu Dinkelsbühl
- Oberhegenau zu Colmberg
- Oberheßbach zu Lehrberg
- Oberhinterhof zu Feuchtwangen
- Oberkemmathen zu Langfurth
- Oberklingen zu Weiltingen
- Oberkönigshofen zu Bechhofen
- Oberlottermühle zu Feuchtwangen
- Obermeißling zu Dinkelsbühl
- Obermichelbach zu Wittelshofen
- Obermögersheim zu Wassertrüdingen
- Obermosbach zu Dentlein a.Forst
- Obermühl zu Ornbau
- Obermühle zu Rothenburg ob der Tauber
- Obermühle zu Schillingsfürst
- Obernbibert zu Rügland
- Oberndorf zu Geslau
- Oberndorf zu Ornbau
- Oberoestheim zu Diebach
- Oberradach zu Dinkelsbühl
- Oberrammersdorf zu Lichtenau
- Oberramstadt zu Leutershausen
- Oberransbach zu Feuchtwangen
- Oberrothmühle zu Feuchtwangen
- Oberscheckenbach zu Ohrenbach
- Oberschlauersbach zu Dietenhofen
- Oberschönau zu Arberg
- Oberschönbronn zu Herrieden
- Oberschwaningen zu Unterschwaningen
- Obersulzbach zu Lehrberg
- Oberwinstetten zu Dinkelsbühl
- Oberwörnitz zu Wörnitz
- Oelmühle zu Schillingsfürst
- Ohrenbach
- Ölmühle zu Dentlein a.Forst
- Opfenried zu Röckingen
- Ornbau

↑ Zurück zum Inhaltsverzeichnis

### P
- Papiermühle zu Weihenzell
- Petersaurach
- Petersdorf zu Weihenzell
- Pfaffenhof zu Dinkelsbühl
- Pfeffermühle zu Diebach
- Pfetzendorf zu Leutershausen
- Pilsmühle zu Rügland
- Pleikartshof zu Gebsattel
- Poppenbach zu Colmberg
- Poppenweiler zu Feuchtwangen
- Possenmühle zu Steinsfeld
- Preuntsfelden zu Windelsbach
- Pulvermühle zu Lehrberg
- Pulvermühle zu Schopfloch

↑ Zurück zum Inhaltsverzeichnis

### R
- Radwang zu Dinkelsbühl
- Rain zu Dinkelsbühl
- Rammersdorf zu Leutershausen
- Rangenmühle zu Flachslanden
- Ransbach a.d.Holzecke zu Schnelldorf
- Rappenhof zu Dürrwangen
- Ratzendorf zu Feuchtwangen
- Ratzenwinden zu Sachsen b.Ansbach
- Rauenbuch zu Leutershausen
- Rauenstadt zu Dinkelsbühl
- Rauenzell zu Herrieden
- Reckersdorf zu Bruckberg
- Regmannsdorf zu Herrieden
- Reichardsroth zu Ohrenbach
- Reichelshofen zu Steinsfeld
- Reichenau zu Bechhofen
- Reichenbach zu Feuchtwangen
- Reichenbach zu Wassertrüdingen
- Reichenbach zu Wettringen
- Reichertsmühle zu Dinkelsbühl
- Reinswinden zu Geslau
- Reisach zu Burgoberbach
- Retzendorf zu Windsbach
- Reuenthal zu Dinkelsbühl
- Reusch zu Rothenburg ob der Tauber
- Reutern zu Wolframs-Eschenbach
- Reuth zu Neuendettelsau
- Riedenberg zu Wörnitz
- Rißmannschallbach zu Feuchtwangen
- Röckingen
- Rödenweiler zu Feuchtwangen
- Rödersdorf zu Gebsattel
- Rohrbach zu Bechhofen
- Rohrmühle zu Flachslanden
- Rohrmühle zu Schopfloch
- Rös zu Herrieden
- Rosenbach zu Flachslanden
- Rosenberg zu Rügland
- Rosenhof zu Dinkelsbühl
- Rosenhof zu Weidenbach
- Rosenhof zu Wörnitz
- Röshof zu Lehrberg
- Roth zu Herrieden
- Rothenburg ob der Tauber
- Röthendorf zu Dinkelsbühl
- Rothhof zu Dinkelsbühl
- Rothleiten zu Dietenhofen
- Rothof zu Wörnitz
- Röttenbach zu Bechhofen
- Röttenbach zu Leutershausen
- Rottnersdorf zu Bechhofen
- Rückersdorf zu Lichtenau
- Ruckertshofen zu Adelshofen
- Rüdern zu Dietenhofen
- Ruffenhofen zu Weiltingen
- Rügland
- Rühlingstetten zu Wilburgstetten
- Ruppersdorf zu Flachslanden
- Rutzendorf zu Sachsen b.Ansbach

↑ Zurück zum Inhaltsverzeichnis

### S
- Sachsbach zu Bechhofen
- Sachsen zu Leutershausen
- Sachsen b.Ansbach
- Sägmühle zu Langfurth
- Sallmannshof zu Wolframs-Eschenbach
- Sandhof zu Insingen
- Sankt Leonhard zu Rothenburg ob der Tauber
- Sankt Ulrich zu Dinkelsbühl
- Sankt Ulrich zu Feuchtwangen
- Sauerbach zu Herrieden
- Sauernheim zu Windsbach
- Schafhof zu Neusitz
- Schafhof zu Petersaurach
- Schafhof zu Schillingsfürst
- Schafhof zu Wassertrüdingen
- Schandhof zu Rothenburg ob der Tauber
- Scheckenmühle zu Dinkelsbühl
- Schernberg zu Herrieden
- Schillingsfürst
- Schlauersbach zu Lichtenau
- Schleifmühle zu Burk
- Schlierberg zu Langfurth
- Schlößlein zu Rothenburg ob der Tauber
- Schlötzenmühle zu Wieseth
- Schmalach zu Lehrberg
- Schmalenbach zu Lehrberg
- Schmalnbachshof zu Weihenzell
- Schmalnbühl zu Flachslanden
- Schmalzmühle zu Röckingen
- Schmeermühle zu Schillingsfürst
- Schmelzmühle zu Rothenburg ob der Tauber
- Schnelldorf
- Schnepfendorf zu Rothenburg ob der Tauber
- Schobdach zu Wassertrüdingen
- Schönau zu Herrieden
- Schönbronn zu Buch a.Wald
- Schönbronn zu Weihenzell
- Schönmühle zu Feuchtwangen
- Schopfloch
- Schorndorf zu Schillingsfürst
- Schwabsroth zu Geslau
- Schwaighausen zu Dentlein a.Forst
- Schwalbenmühle zu Windsbach
- Schwand zu Leutershausen
- Schwandmühle zu Ehingen
- Schwarzenmühle zu Rothenburg ob der Tauber
- Schweikartswinden zu Buch a.Wald
- Schweinsdorf zu Neusitz
- Seebronn zu Herrieden
- Seehäusl zu Neusitz
- Seemühle zu Diebach
- Seemühle zu Lehrberg
- Seemühle zu Ohrenbach
- Seemühle zu Wettringen
- Segringen zu Dinkelsbühl
- Seidelsdorf zu Dinkelsbühl
- Seiderzell zu Feuchtwangen
- Seitendorf zu Heilsbronn
- Selgenstadt zu Wolframs-Eschenbach
- Selingsdorf zu Bechhofen
- Sengelhof zu Buch a.Wald
- Seubersdorf zu Dietenhofen
- Sickersdorf zu Herrieden
- Siechenmühle zu Rothenburg ob der Tauber
- Sinbronn zu Dinkelsbühl
- Sittlingen zu Dinkelsbühl
- Södelbronn zu Neusitz
- Sommerau zu Feuchtwangen
- Sommersdorf zu Burgoberbach
- Sondernohe zu Flachslanden
- Speckheim zu Windsbach
- Speierhof zu Gebsattel
- Sperbersbach zu Feuchtwangen
- Spielberg zu Oberdachstetten
- Stadel zu Herrieden
- Stahlhöfe zu Wassertrüdingen
- Stegbruck zu Herrieden
- Steinach a.Wald zu Geslau
- Steinbach zu Feuchtwangen
- Steinbach zu Herrieden
- Steinbach zu Petersaurach
- Steinbach zu Rothenburg ob der Tauber
- Steinbach zu Sachsen b.Ansbach
- Steinbach a.d.Holzecke zu Schnelldorf
- Steinbächlein zu Leutershausen
- Steinberg zu Leutershausen
- Steineweiler zu Dinkelsbühl
- Steinhof zu Neuendettelsau
- Steinhof zu Sachsen b.Ansbach
- Steinmühle zu Neuendettelsau
- Steinmühle zu Rothenburg ob der Tauber
- Steinmühle zu Weihenzell
- Steinsfeld
- Stettberg zu Geslau
- Stilzendorf zu Schillingsfürst
- Stöckau zu Langfurth
- Stockaumühle zu Wassertrüdingen
- Stockheim zu Rügland
- Stollenhof zu Schnelldorf
- Stolzmühle zu Dietenhofen
- Straßenwirtshaus zu Leutershausen
- Stritthof zu Lichtenau
- Stützenhof zu Schillingsfürst
- Suddersdorf zu Windsbach
- Sulzach zu Dürrwangen

↑ Zurück zum Inhaltsverzeichnis

### T
- Taubermühle zu Wettringen
- Tauberschallbach zu Feuchtwangen
- Tauberscheckenbach zu Adelshofen
- Tauberzell zu Adelshofen
- Taugenroth zu Ornbau
- Thann zu Bechhofen
- Theuerbronn zu Schnelldorf
- Thierbach zu Weihenzell
- Thiergartenhof zu Schillingsfürst
- Thonhof zu Windsbach
- Thurndorf zu Weihenzell
- Thürnhofen zu Feuchtwangen
- Tiefenthal zu Leutershausen
- Tiefweg zu Dinkelsbühl
- Trachenhöfstatt zu Heilsbronn
- Traisdorf zu Buch a.Wald
- Trendelmühle zu Dürrwangen
- Tribur zu Feuchtwangen
- Triebendorf zu Heilsbronn
- Triesdorf zu Weidenbach
- Triesdorf Bahnhof zu Merkendorf

↑ Zurück zum Inhaltsverzeichnis

### U
- Überschlagmühle zu Feuchtwangen
- Uhlenmühle zu Adelshofen
- Ulrichshausen zu Wörnitz
- Ungetsheim zu Feuchtwangen
- Ungetsheimer Mühle zu Feuchtwangen
- Unsinnige Mühle (Ölmühle) zu Dinkelsbühl
- Unterahorn zu Feuchtwangen
- Unterampfrach zu Schnelldorf
- Unterbreitenau zu Geslau
- Unterdallersbach zu Feuchtwangen
- Untere Walkmühle zu Rothenburg ob der Tauber
- Untere Walkmühle zu Sachsen b.Ansbach
- Untereschenbach zu Windsbach
- Unterfelden zu Colmberg
- Untergailnau zu Wettringen
- Unterhegenau zu Colmberg
- Unterheßbach zu Lehrberg
- Unterhinterhof zu Feuchtwangen
- Unterklingen zu Weiltingen
- Unterlottermühle zu Feuchtwangen
- Untermeißling zu Dinkelsbühl
- Untermichelbach zu Wittelshofen
- Untermosbach zu Wieseth
- Unternbibert zu Rügland
- Unteroestheim zu Diebach
- Unterradach zu Dinkelsbühl
- Unterransbach zu Feuchtwangen
- Unterrothmühle zu Feuchtwangen
- Unterrottmannsdorf zu Lichtenau
- Unterschönau zu Arberg
- Unterschwaningen
- Untersulzbach zu Lehrberg
- Unterwinstetten zu Dinkelsbühl
- Untreumühle zu Leutershausen
- Urphershofen (Wachtelbuck) zu Steinsfeld
- Utzenmühle zu Wolframs-Eschenbach

↑ Zurück zum Inhaltsverzeichnis

### V
- Vehlberg zu Aurach
- Veitsaurach zu Windsbach
- Veitsweiler zu Weiltingen
- Veitswend zu Dinkelsbühl
- Velden zu Herrieden
- Vestenberg zu Petersaurach
- Villersbronn zu Wilburgstetten
- Virnsberg zu Flachslanden
- Voggendorf zu Bechhofen
- Volkersdorf zu Sachsen b.Ansbach
- Volkertsweiler zu Feuchtwangen
- Vorbach zu Rothenburg ob der Tauber
- Vorderbreitenthann zu Feuchtwangen

↑ Zurück zum Inhaltsverzeichnis

### W
- Wachsenberg zu Neusitz
- Waffenmühle zu Arberg
- Wahrberg zu Aurach
- Waizendorf zu Bechhofen
- Waizendorf zu Leutershausen
- Waizendorf zu Wolframs-Eschenbach
- Walburgswinden zu Dietenhofen
- Waldeck zu Dinkelsbühl
- Waldeck zu Merkendorf
- Waldhaus zu Windsbach
- Waldhausen zu Wörnitz
- Waldhäuslein zu Schopfloch
- Walkersdorf zu Wörnitz
- Walkhof zu Wilburgstetten
- Walkmühle zu Dinkelsbühl
- Walkmühle zu Feuchtwangen
- Walkmühle zu Lehrberg
- Walkmühle zu Wilburgstetten
- Waltendorf zu Lichtenau
- Warzfelden zu Dietenhofen
- Wasenmühle zu Gebsattel
- Wassertrüdingen
- Wattenbach zu Lichtenau
- Watzendorf zu Neuendettelsau
- Wehlmäusel zu Feuchtwangen
- Weickershof zu Lichtenau
- Weidelbach zu Dinkelsbühl
- Weidenbach
- Weidendorf zu Bechhofen
- Weidenmühle zu Lichtenau
- Weihenzell
- Weiherhaus zu Dinkelsbühl
- Weihermühle zu Bechhofen
- Weiherschneidbach zu Weidenbach
- Weihersmühle zu Leutershausen
- Weikersdorf zu Feuchtwangen
- Weiler am See zu Feuchtwangen
- Weiltingen
- Weinberg zu Aurach
- Weißbachmühle zu Merkendorf
- Weißenbronn zu Heilsbronn
- Weißenkirchberg zu Leutershausen
- Weißenmühle zu Leutershausen
- Weißenmühle zu Rothenburg ob der Tauber
- Weißhaus zu Dinkelsbühl
- Weiterndorf zu Heilsbronn
- Welchenholz zu Wilburgstetten
- Wernsbach zu Neuendettelsau
- Wernsbach b.Ansbach zu Weihenzell
- Wernsmühle zu Windsbach
- Westheim zu Aurach
- Wettringen
- Wicklesgreuth zu Petersaurach
- Wiedersbach zu Leutershausen
- Wieseth
- Wiesethbruck zu Bechhofen
- Wilburgstetten
- Wildbad zu Rothenburg ob der Tauber
- Wildenhof zu Gebsattel
- Wildenholz zu Schnelldorf
- Wilhelmsmühle zu Insingen
- Willendorf zu Merkendorf
- Windelsbach
- Winden zu Leutershausen
- Windsbach
- Windshofen zu Aurach
- Winkel zu Bechhofen
- Winkelhaid zu Windsbach
- Winn zu Herrieden
- Winnetten zu Mönchsroth
- Winterhalten zu Feuchtwangen
- Winterhof zu Windsbach
- Wippenau zu Flachslanden
- Wippendorf zu Weihenzell
- Wittelshofen
- Wittenbach zu Wilburgstetten
- Wittum zu Schillingsfürst
- Witzmannsmühle zu Dürrwangen
- Wohnbach zu Schillingsfürst
- Wolfershof zu Burk
- Wolfertsbronn zu Dinkelsbühl
- Wolframs-Eschenbach
- Wolfsau zu Diebach
- Wolfsau zu Windsbach
- Wolfsbühl zu Wilburgstetten
- Wolfsmühle zu Feuchtwangen
- Wolfsmühle zu Leutershausen
- Wollersdorf zu Neuendettelsau
- Wöltendorf zu Wolframs-Eschenbach
- Wörnitz
- Wörnitzhofen zu Weiltingen
- Wustendorf zu Bruckberg
- Wüstendorf zu Lehrberg
- Wüstenweiler zu Feuchtwangen

↑ Zurück zum Inhaltsverzeichnis

### Z
- Zailach zu Lehrberg
- Zandt zu Lichtenau
- Zandtmühle zu Lichtenau
- Zehdorf zu Feuchtwangen
- Zellrüglingen zu Weihenzell
- Ziegelhaus zu Dombühl
- Ziegelhütte zu Lehrberg
- Ziegelhütte zu Rothenburg ob der Tauber
- Ziegelhütte zu Schillingsfürst
- Ziegendorf zu Petersaurach
- Zimmersdorf zu Wieseth
- Zinselhof zu Dentlein a.Forst
- Zirndorf zu Wieseth
- Zischendorf zu Feuchtwangen
- Zollhaus zu Wassertrüdingen
- Zumberg zu Feuchtwangen
- Zumhaus zu Feuchtwangen
- Zweiflingen zu Leutershausen
- Zwernberg zu Schopfloch

↑ Zurück zum Inhaltsverzeichnis